# Kōichi Sugiyama (calciatore)
Kōichi Sugiyama (杉山 弘一?, Sugiyama Kōichi; Prefettura di Osaka, 27 ottobre 1971) è un allenatore di calcio ed ex calciatore giapponese, di ruolo difensore.